# Форт Макино

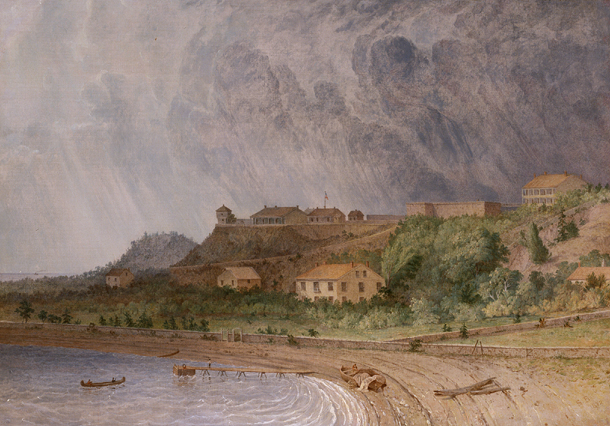
Форт Макино, картина Сета Истмена 1872 года

Форт Макино (англ. Fort Mackinac) — укреплённое поселение, охранявшее с конца XVIII по конец XIX век остров Макино (штат Мичиган, США). Форт построен в ходе Войны за независимость США британскими военными для контроля над стратегическим проливом Макино между озёрами Мичиган и Гурон (и, таким образом над торговлей мехом в районе Великих озёр). Форт находился под контролем британцев ещё 15 лет после обретения США независимости. В войне 1812 года рядом с фортом произошли две решающие битвы за контроль над Великими озёрами. На протяжении большей части XIX века форт использовался армией США и был закрыт в 1895 году. В настоящее время форт работает как музей на территории парка штата Макино, имеет статус национального исторического памятника.

## История

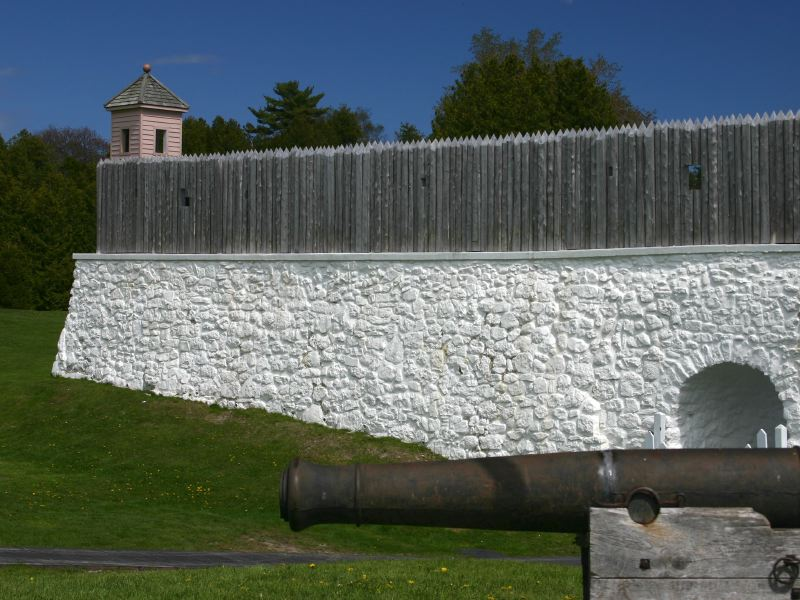
Форт Макино в 2004 году

До 1763 года французы контролировали пролив Макино с помощью форта с похожим названием — Мишилимакино, который был расположен на южном берегу пролива. После Парижского мира 1763 года форт перешёл к британцам, однако они решили, что деревянные строения защищать сложно. С 1780 по 1781 год лейтенант-губернатор Мишилимакино Патрик Синклер построил новый известняковый форт на скалах острова Макино, который оставался под контролем британцев до 1796 года.
В ходе войны 1812 года 17 июля американский гарнизон форта из 60 человек предпочёл сдаться без боя объединённым силам британцев (40 солдат и 150 канадцев) и индейцев различных племён (300 человек), после чего был отпущен. В июле 1814 года на остров дважды высаживались солдаты армии США под руководством Джорджа Крогхана и Эндрю Холмса, однако в первый раз корабельные пушки не смогли обстрелять расположенный на возвышении форт, а во второй раз атака на форт завершилась серьёзными потерями со стороны американцев.
В 1815 году после заключения Гентского мирного договора форт отошёл США и использовался как база для освоения северной территории Мичиган, в том числе экспедицией 1832 года под руководством Льюиса Касса по определению истоков реки Миссисипи.
Форт был закрыт в 1895 году и стал частью парка штата Макино.